# Ernesto Ráez Cisneros
Ernesto Bernardino Luis Raez Cisneros fue un militar y político peruano.
Fue elegido senador por Junín en las elecciones de 1956 en los que salió elegido Manuel Prado Ugarteche. Su mandato se vio interrumpido días antes de que terminara por el golpe de Estado realizado por los generales Ricardo Pérez Godoy y Nicolás Lindley.
Fue señalado como parte de la conjura del general Zenón Noriega para deponer al presidente Manuel A. Odría en 1953 siendo recluido por una temporada en la Penitenciaria de Lima junto con Noriega y otros mandos militares.